# Upplands runinskrifter 898
Upplands runinskrifter 898, även kallad Norbyhällen, är en runhäll i Norby och Uppsala stads socken, Uppsala kommun i Uppland.

## Runhällen

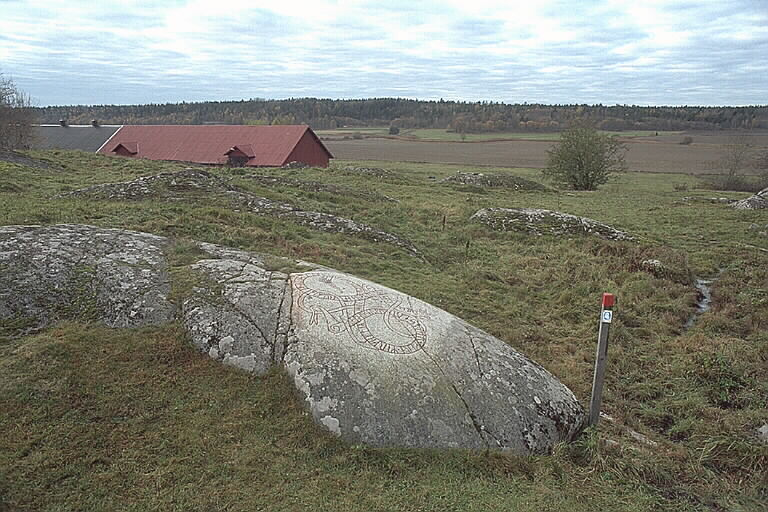
Ristningens läge ovanför Hågadalen, 2001

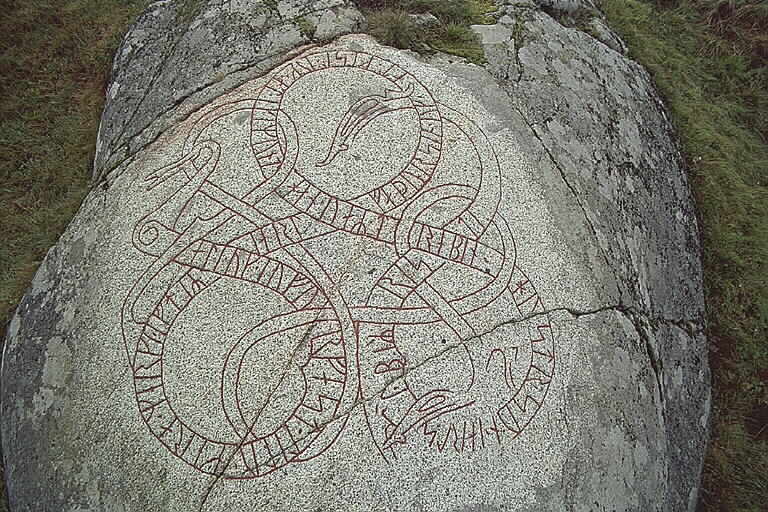
U 898 år 2001

Ristningen är gjord på en slät och rundad granithäll som är belägen mitt ute i en hage. Ytan med ristningen är relativt plan. Ristningen har måtten 1,48 x 1,51 meter. Runhällen är ristad och signerad av runmästaren Öpir. Ornamentiken går i Urnesstil. Utförandet med ormens kropp i tre stora slingor som bildar en pyramidform är typisk för Öpirs ristningar och kan jämföras med till exempel U 893. Runorna är djupt huggna och tydliga. Ornamentiken är grundare huggen, särskilt den mindre ormen som saknar runor. Nederst på högra sidan har vissa linjer aldrig huggits, utan förmodligen bara målats. Ett sådant förfarande är även känt från andra ristningar av Öpir.
I samma område finns även U 897.

## Inskriften
Translitterering av runraden:
ali ' uk ' iufurfast · litu ' gera ' merki ' iftiʀ iarl faþur sin ' uk ' at ' kisl ' uk ' at ' ikimunt han ' uaʀ ' trebin ' hustr ' sun ' iarls ybiʀ risti
Normalisering till runsvenska:
Ali/Alli ok Iofurfast letu gæra mærki æftiʀ Iarl, faður sinn, ok at Gisl ok at Ingimund. Hann vaʀ drepinn austr, sunn Iarls. Øpiʀ risti.
Översättning till nusvenska:
Ale och Jovurfast läto göra minnesmärket efter Jarl sin fader, och efter Gisl och efter Ingemund. Han blev dräpt österut, Jarls son. Öpir ristade.

## Historia
Johannes Bureus besökte Norby 1621 för att studera U 897 men kände då tydligen inte till U 898. 1672 nämns två ristningar vid Norby i rannsakningarna. Ristningen studerades av Johan Peringskiöld 1719, av Olof Celsius 1725 och den omnämns av Richard Dybeck i hans reseskildring från 1863.